# Naumannita
La naumannita és un mineral de la classe dels sulfurs. Rep el seu nom del cristal·lògraf i geòleg alemany Karl Friedrich Naumann (1797-1873).

## Característiques
La naumannita és la forma natural del selenur d'argent(I) de fórmula química Ag₂Se. Cristal·litza en el sistema ortoròmbic. Acostuma a trobar-se de manera granular i/o massiva, rarament en forma de pseudocubs o plaques, els quals poden arribar a fer 1 centímetre. La seva duresa a l'escala de Mohs és 2,5.
Segons la classificació de Nickel-Strunz, la naumannita pertany a «02.BA: sulfurs metàl·lics amb proporció M:S > 1:1 (principalment 2:1) amb coure, argent i/o or», juntament amb els minerals següents: calcocita, djurleïta, geerita, roxbyita, anilita, digenita, bornita, bellidoïta, berzelianita, athabascaïta, umangita, rickardita, weissita, acantita, mckinstryita, stromeyerita, jalpaïta, selenojalpaïta, eucairita, aguilarita, cervel·leïta, hessita, chenguodaïta, henryita, stützita, argirodita, canfieldita, putzita, fischesserita, penzhinita, petrovskaïta, petzita, uytenbogaardtita, bezsmertnovita, bilibinskita i bogdanovita.

## Formació i jaciments
Es troba en filons hidrotermals amb dèficit de sofre, associada amb altres selenurs, quars i carbonats. També se'n troba associada a clausthalita, aguilarita, acantita, tiemannita, umangita, eucairita, tetraedrita, or, pirita o calcopirita. Va ser descoberta l'any 1828 a Tilkerode, Harz (Saxònia-Anhalt, Alemanya). Als territoris de parla catalana ha estat descrita a la mina Eureka (La Torre de Cabdella, Pallars Jussà).